# Forgách Pál (kanonok)
Ghymesi és gácsi gróf Forgách Pál (Ungvár, 1677. január 23. – Nagyszombat, 1746. november 29.) esztergomi kanonok, császári tanácsos.

## Élete
Gróf Forgách András és Homonnai Drugeth Krisztina fia volt. Kezdetben világi pályán volt, 1712-ben azonban neje, Révay Emerentia (kitől több gyermeke volt) elhalálozván, 1717-ben pappá szenteltetett. Nemsokára Szent Irénről nevezett prépost, majd választott püspök és királyi tanácsos lett. 1723. április 22-én az esztergomi káptalanba fölvétetvén, 1727. június 1-jén tornai, június 6-án komáromi, 1735. augusztus 24-én főszékesegyházi főesperes lett. Mint éneklő-kanonok hunyt el.

### Kéziratban maradt művei
- Pauli Forgách Descriptio Scapularia Immaculatae Conceptionis B. M. V. Tyrnaviae, 1724.
- Memorabilia de templo modo metropolitano S. Nicolaum Episcopum et Confessorem Libera ac Regia Civitate Tyrnaviae Anno 1727.